# 佩斯卡拉省
佩斯卡拉省 （義大利語：Provincia di Pescara）是意大利阿布鲁佐大区的一個省。面積1,225平方公里，2001年人口295,463人。首府佩斯卡拉。下分46市鎮。